# Labarthète
Labarthète – miejscowość i gmina we Francji, w regionie Oksytania, w departamencie Gers.
Według danych na rok 1990 gminę zamieszkiwało 150 osób, a gęstość zaludnienia wynosiła 14 osób/km² (wśród 3020 gmin regionu Midi-Pireneje Labarthète plasuje się na 913. miejscu pod względem liczby ludności, natomiast pod względem powierzchni na miejscu 1035.).